# Piotr Bikont

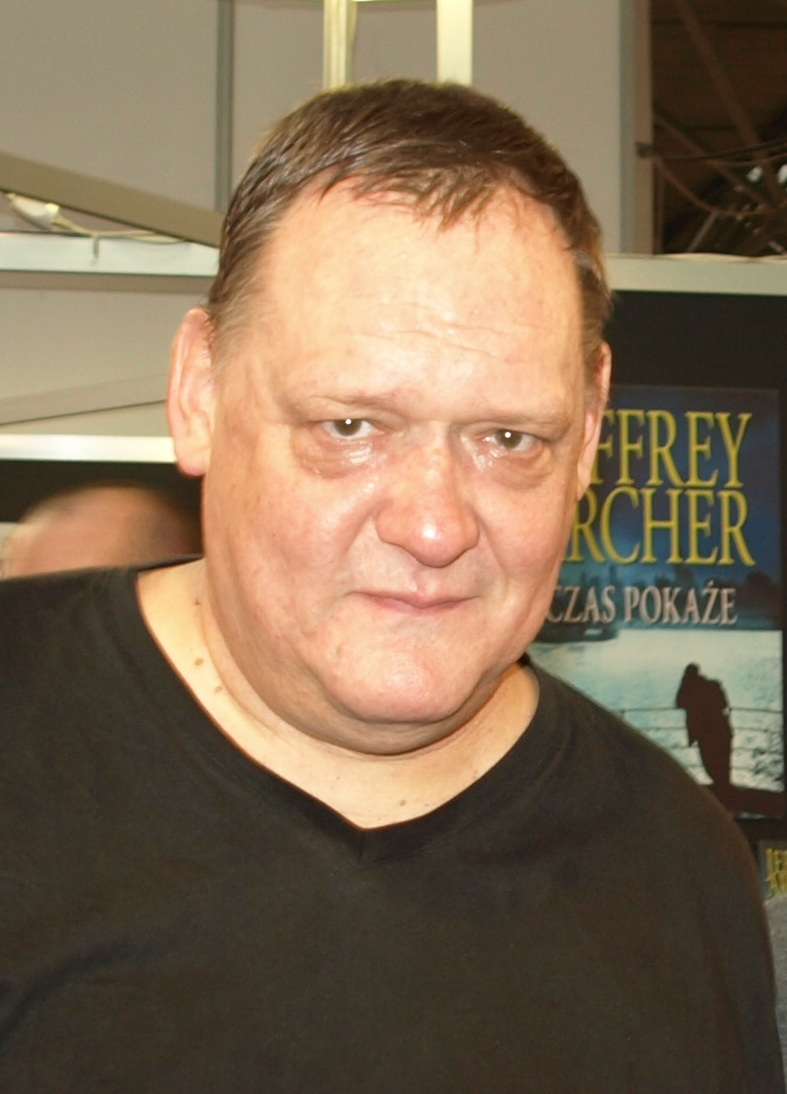
Piotr Bikont

Piotr Bikont (geboren 12. Mai 1955 in Posen; gestorben 27. Juni 2017) war ein polnischer Regisseur, Schauspieler, Journalist und Theaterleiter.

## Leben
Bikont studierte von 1973 bis 1975 Anglistik an der Universität Warschau und arbeitete dann bis 1978 als Assistent am Theaterinstitut von Jerzy Grotowski. Daneben veröffentlichte er Übersetzungen von Gedichten Allen Ginsbergs und Lawrence Ferlinghettis in der Zeitschrift Puls. Von 1978 bis 1982 studierte er Regie an der Filmhochschule in Łódź. In dieser Zeit arbeitete er für die Untergrundausgabe von Puls und für die Solidarność z Gdańskiem zusammen. Im Oktober 1980 gehörte er dem Nationalen Gründungskomitee des Unabhängigen Studentenverbandes an.
Nach der Einführung des Kriegsrechts wurde er vom 13. Dezember 1981 bis Oktober 1982 interniert. 1983 wurde er Vorsitzender des Verbandes junger polnischer Filmemacher (Koło Młodych Stowarzyszenia Filmowców Polskich). 1984–85 war er Vizepräsident des Kunstfilmstudios Karol Irzykowski. Als Journalist arbeitete er von 1983 bis 1989 für die Untergrundzeitschrift Tygodnik Mazowsze. Danach war er Mitarbeiter der Zeitschrift Gazeta Wyborcza, 2000–01 für Przekrój.
Er war mit der Kolumnistin Anna Bikont verheiratet, mit der er zwei Kinder hatte, und dann mit der Schauspielerin Mirosława Olbińska.

## Filmografie
- 1979: Feeling
- 1980: Rekonstrukcja
- 1984: Ein Jahr der ruhenden Sonne (Rok spokojnego slonca)
- 1986: Na szczycie
- 1987: Fikcje przykładne
- 1988: Ballada o strajku (mit Leszek Dziumowicz)
- 1988: Inny sierpień (mit Leszek Dziumowicz)
- 1989: Opowieści Okrągłego Stołu (mit Leszek Dziumowicz)
- 1991: In Solidarity (mit Bolesław Sulik)
- 1991: Podwójne potknięcie
- 1991:  Z dnia na dzień
- 1992: Tunel
- 1993: Żnin – Paryż – Wenecja, czyli sceny z życia prowincji (mit Grażyna Gradoń und Stanisław Manturzewski)
- 1994: Włodzimierz Borowski
- 1995: Praffdata
- 1999: Z Czeczotem przes niebo i piekło
- 1999: Stół bez kantów